# Hebanthe eriantha
Сума, Hebánthe eriántha и Pfaffia paniculata  (лат.) — растение семейства Амарантовые. Растёт во влажных лесах Бразилии[уточнить]. Его называют также бразильским женьшенем.

## Использование
Корень сумы является эффективным адаптогеном, поддерживающим иммунную систему организма, помогает справиться со стрессом, снимает боль, избавляет от синдрома хронической усталости, заживляет раны. Растение содержит германий, аллантоин (5-уреидогидантоин), бета-экдистерон и группу нестандартных фитохимических сапонинов, названных пфафосидами (англ. pfaffosides).